# Burg Biecz
Die Burg Biecz (polnisch: Zamek w Bieczu) ist eine Burgruine in Biecz im Gorlice-Becken, einem Teil der Beskiden. Die Burgruine liegt auf dem Berg über dem Fluss Ropa. 

## Geschichte
An der Stelle der Burg befand sich bereits eine frühmittelalterliche Slawenburg. Im 13. Jahrhundert wurde diese gemauert zur Königsburg ausgebaut. Die Könige Władysław I. Ellenlang und Kasimir der Große hielten sich mehrfach auf der Burg auf. König Władysław II. Jagiełło verlobte sich hier 1401 mit Anna von Cilli. König Władysław von Polen und Ungarn traf hier den deutschen König Albrecht II. Habsburg. 1475 gab König Kasimir IV. Andreas die Burg auf und sein Verwalter, der Starost von Biecz, zog in eine neuere Burg um. Heute sind nur noch Mauerreste erhalten.